# ویلهلم بوزینگ
ویلهلم بوزینگ (آلمانی: Wilhelm Büsing؛ زادهٔ ۲ مارس ۱۹۲۱ – درگذشتهٔ ۲۵ ژوئن ۲۰۲۳) سوارکار اهل آلمان بود.
بوزینگ در ۲۵ ژوئن ۲۰۲۳ در یاد (آلمان) در سن ۱۰۲ سالگی درگذشت، او در زمان مرگش یکی از مسن‌ترین بازیکنان المپیک و مدال‌آور ترین بازیکنان المپیک آلمان از بازی‌های المپیک ۱۹۵۲ به شمار میرفت.